# Jeremy Chappell
Jeremy Chappell (ur. 20 czerwca 1987 w Cincinnati) – amerykański koszykarz występujący na pozycji rzucającego obrońcy, obecnie zawodnik Reyeru Wenecja.
27 sierpnia 2018 został zawodnikiem włoskiego Happy Casa Brindisi.
13 lipca 2019 dołączył do Reyeru Wenecja.

## Osiągnięcia
Stan na 13 lipca 2019, na podstawie, o ile nie zaznaczono inaczej.
NCAA
- Uczestnik turnieju NCAA (2009)
- Mistrz:
  - turnieju konferencji Northeast (NEC – 2009)
  - sezonu regularnego konferencji Northeast (2008, 2009)
- Koszykarz roku konferencji Northeast (2009)[5]
- MVP turnieju NEC (2009)
- Debiutant Roku Konferencji Northeast (2006)
- Zaliczony do:
  - I składu:
    - NEC (2009)
    - turnieju NEC (2006, 2009)
    - debiutantów NEC (2006)

  - II składu NEC (2008)

Drużynowe
- Brązowy medalista mistrzostw Ukrainy (2011, 2012, 2013)
- Zdobywca pucharu:
  - Ukrainy (2013)[6]
  - Turcji (2017)
- Finalista pucharu:
  - Ukrainy (2012)
  - Włoch (2019)[3]

Indywidualne
(* – nagrody przyznane przez portal eurobasket.com)
- MVP:
  - miesiąca ligi ukraińskiej (październik 2011, 2012, marzec 2012, listopad 2012, grudzień 2012)
  - tygodnia Superligi ukraińskiej (2, 9, 10, 13, 17 – 2011/12)
- Uczestnik meczu gwiazd:
  - PLK (2010)
  - ligi ukraińskiej (2012)[7]
- Zaliczony do:
  - I składu obcokrajowców ligi ukraińskiej (2013)*[6]
  - II składu:
    - TBL (2010 według dziennikarzy)[8]
    - ukraińskiej Superligi (2011, 2012, 2013)*[6][7][9]
- Lider w przechwytach:
  - PLK (2010)
  - ligi tureckiej (2017)[10]